# Gerhart Aichert
Gerhart Aichert (* 6. Oktober 1940 in Speyer; † 8. April 2021) war ein deutscher Basketballfunktionär.

## Leben
Aichert kam mit 15 Jahren zum Basketballsport, als Spieler gehörte der Distanzwurf zu seinen Stärken. 1961 wurde er als Spielleiter der Bezirksliga Pfalz erstmals als Funktionär tätig, später übernahm er im Basketballverband Rheinland-Pfalz das Amt des Sportwarts. 1988 wurde Aichert, der sich auf Vereinsebene bei YMCA Worms und der TSG Maxdorf (1981 gründete er die TSG-Basketballabteilung) engagierte, zum Vorsitzenden des Basketballverbandes Rheinland-Pfalz (BVRP) gewählt, 1989 gehörte er gemeinsam mit Vizepräsident Horst Molitor zu den Hauptinitiatoren des BVRP-Sommertrainingslagers für Jugendliche, das zum festen Termin innerhalb des Sportjahres im rheinland-pfälzischen Basketball wurde. Auch die Einrichtung des Minifestivals des Verbandes ging auf sein Wirken zurück. In Aicherts Amtszeit als BVRP-Präsident fällt auch eine Leistungssportreform innerhalb des Verbands, verbunden mit der Schaffung einer hauptamtlichen Trainerstelle sowie der Einrichtung der Landesleistungszentren in Speyer und Trier.
2005 initiierte Aichert die Auszeichnung „Teamworker“, mit der der Deutsche Basketball Bund (DBB) ehrenamtlich tätige Persönlichkeiten der Basketballszene ehrt.
2009 wurde Aichert für seine Verdienste um den Basketballsport vom damaligen Ministerpräsidenten Kurt Beck mit der Sportplakette des Landes Rheinland-Pfalz ausgezeichnet. Anlässlich seines 70. Geburtstages wurde ihm die Silberne Ehrennadel des Sportbundes Pfalz überreicht. Unter Aicherts Führung gelang es dem BVRP, Ende der 2000er/Anfang der 2010er Jahre, die Mitgliederzahlen im Verband innerhalb von zwei Jahren um mehr als zehn Prozent zu erhöhen. 2011 wurde er in die Arbeitsgruppe „Mitgliedergewinnung“ des Deutschen Basketball Bundes aufgenommen. Im Juni 2012 schied er als Vorsitzender des Basketballverbandes Rheinland-Pfalz aus und wurde bei der Verabschiedung aus dem Amt zum BVRP-Ehrenpräsidenten ernannt.
Bis 2013 war Aichert, der in seinem vorherigen Berufsleben als Mess- und Regelingenieur beim BASF-Konzern tätig war, Geschäftsführer der BWA Basketball-Werbeagentur GmbH, der Marketinggesellschaft des Deutschen Basketball Bundes.